# Деограсия, Давид
Дави́д Деогра́сия Ма́ркес (исп. David Deogracia Marquez; род. 21 февраля 1973) — испанский футбольный тренер, обладатель лицензии UEFA Pro.

## Карьера
Сын профессионального футболиста. Начинал заниматься футболом в провинции Лас-Пальмас на острове Гран-Канария. После того как понял, что его уровня не хватит, для того чтобы заиграть в первой лиге Испании, решил стать тренером.
В начале тренерской карьеры работал с клубами из Испании. Был спортивным директором Королевской федерации футбола Испании и футбольным специалистом университета Мурсии, тренером в университете Лас-Пальмаса. Также занимал различные тренерские должности в клубах Марокко, Таиланда и Омана.
В 2017 году был назначен главным тренером академии белорусского клуба «Динамо-Брест», где провёл около четырёх лет. В течение 2022 года был старшим тренером академии солигорского «Шахтёра».
В марте 2023 года перешёл в академию российского клуба «Оренбург».
22 августа 2023 года после отставки главного тренера Иржи Ярошика возглавил основную команду «Оренбурга». 3 октября 2024 года был отправлен в отставку.